# Wopy (Pieniężno)
Wopy (deutsch Woppen) ist ein Dorf in der polnischen Woiwodschaft Ermland-Masuren. Es gehört zur Stadt- und Landgemeinde Pieniężno (Mehlsack) im Powiat Braniewski (Kreis Braunsberg).

## Geographische Lage
Wopy liegt am Flüsschen Wałsza (deutsch Walsch) im Nordwesten der Woiwodschaft Ermland-Masuren, 37 Kilometer südöstlich der Kreisstadt Braniewo (Braunsberg).

## Geschichte
Wopy ist ein kleines Dorf mit einer alten Wassermühle an der Wałsza (Walsch). Im Jahre 1874 kam die Landgemeinde Woppen zum neu errichteten Amtsbezirk Plauten (polnisch Pluty) im ostpreußischen Kreis Braunsberg, Regierungsbezirk Königsberg.
Im Jahre 1910 waren in Woppen 203 Einwohner gemeldet. Ihre Zahl belief sich 1933 auf 182 und 1939 auf 197.
Als in Kriegsfolge im Jahre 1945 das gesamte südliche Ostpreußen an Polen abgetreten wurde, erhielt Woppen die polnische Namensform „Wopy“. Heute ist das Dorf eine Ortschaft innerhalb der Gmina Pieniężno (Stadt- und Landgemeinde Mehlsack) im Powiat Braniewski (Kreis Braunsberg), von 1975 bis 1998 der Woiwodschaft Elbląg, seither der Woiwodschaft Ermland-Masuren zugeordnet. Im Jahre 2021 zählte Wopy 47 Einwohner.

## Religion
Die mehrheitlich evangelische Bevölkerung Woppens war bis 1945 in die Pfarrkirche Mehlsack in der Kirchenprovinz Ostpreußen der Kirche der Altpreußischen Union eingepfarrt. Heute in Wopy lebende evangelische Kirchenglieder sind der Evangelisch-Augsburgischen Kirche in Polen zugeordnet.
Die fast ausnahmslos römisch-katholische Einwohnerschaft von Wopy ist jetzt in die Kirche in Pluty im Erzbistum Ermland eingegliedert.

## Verkehr
Wopy liegt an einer Nebenstraßenverbindung, die bei Pluty (Plauten) von der Woiwodschaftsstraße 512 abzweigt und über Glądy (Glanden) führt. Eine aus östlicher Richtung von Glądy (Glandau) über Pawły (Paulen) kommende und nach Jeziorko (Seefeld) verlaufene Nebenstraße führt durch Wopy.
Eine Bahnanbindung besteht nicht.